# DJ Tomekk

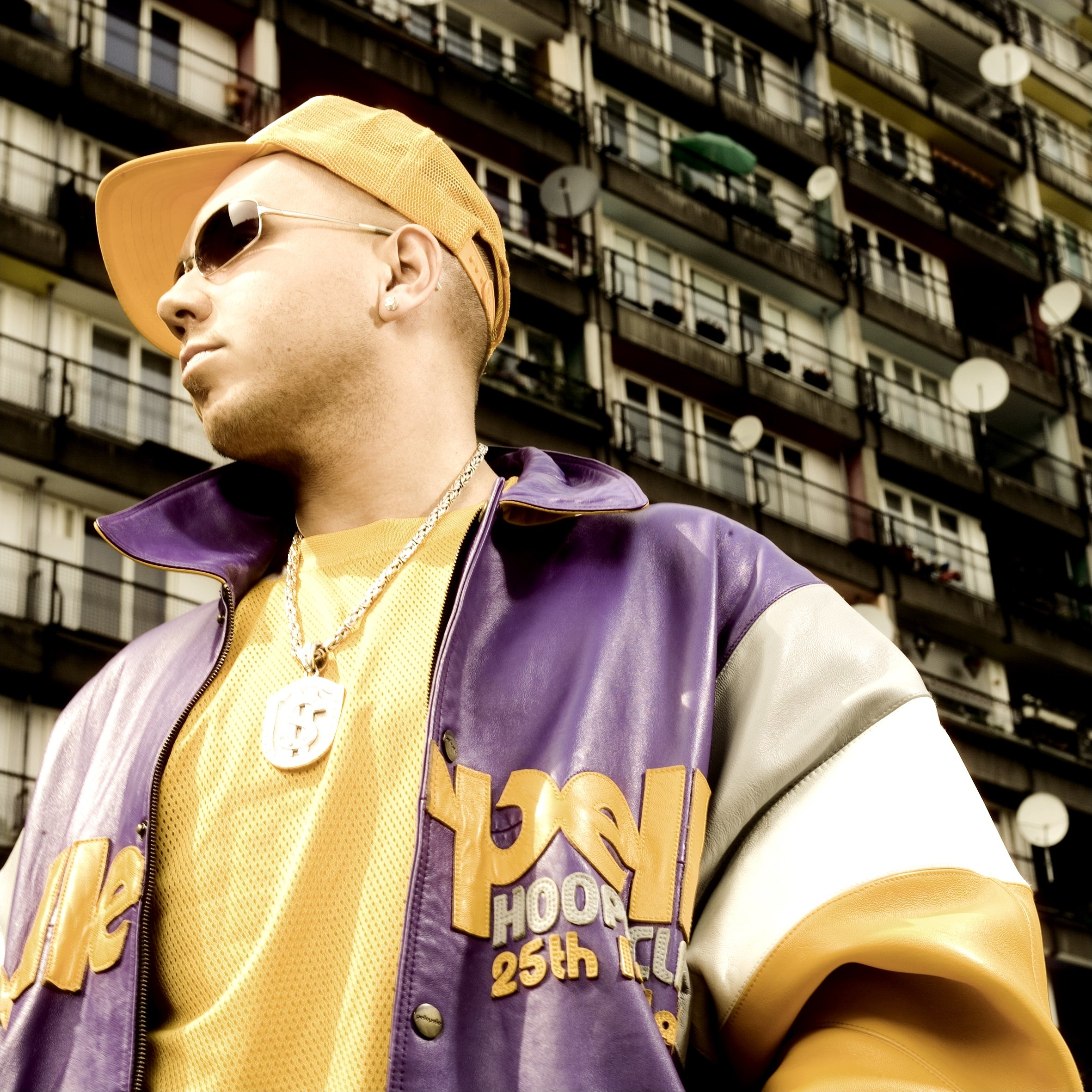
DJ Tomekk (2007)

DJ Tomekk (* 11. Oktober 1975 in Krakau, bürgerlich Tomasz Kuklicz) ist ein polnischer Hip-Hop-DJ und Musikproduzent. DJ Tomekk ist in der deutschen Hip-Hop-Szene seit den 1990er Jahren aktiv. Er arbeitete als Moderator bei Kiss FM Berlin, 1 Live und Jam FM und war in Deutschland als Moderator bei MTV (MTV Streetlive) und VIVA zu sehen. DJ Tomekk wurde weltweit auf über 500 verschiedenen Tonträgern veröffentlicht.

## Biografie

### Die frühe Jugend
Tomekk wurde in Krakau geboren. Sein Vater war ein Pianist und seine Mutter eine bildende Künstlerin. Im Alter von zehn Jahren begegnete Kuklicz zum ersten Mal einem DJ und ließ sich vom „Deejaying“ begeistern. Im selben Jahr emigrierte sein Vater nach Deutschland und er folgte ihm nach West-Berlin, wo er in Wedding lebte und das Diesterweg-Gymnasium besuchte. Als sein Vater fünf Jahre später starb, war der damals 15-Jährige auf sich allein gestellt. Die Obhut übernahm die Stadt Berlin und Tomekks Zuhause für die letzten drei Jahre bis zur Volljährigkeit wurde das Kinderheim „Frohsinn“ im Berliner Stadtbezirk Wedding. In dieser Zeit lernte er den fünf Jahre jüngeren Sido kennen, der ihm später den Song T.O.M.E.K.K. auf dem Album Numma Eyns widmete. Tomekk war in der Berliner Graffiti-Szene unterwegs, wo er einen Graffiti-Preis gewann.

### Plattenvertrag und eine eigene Radioshow
Im Alter von 15 Jahren erhielt er seinen ersten Plattenvertrag bei dem Label Stuff Records und veröffentlichte 1991 die Single OC featuring MC Mis One mit den Songs Wait In Love For You und Art Gangster Rap. Am 1. Januar 1993 startete der Berliner Sender Kiss FM unter dem Motto „Only Black Music“ aus einer Backstube in Neukölln. Der siebzehnjährige Hip-Hop-DJ Tomekk bekam seine eigene Hip-Hop-Radioshow, die er „Boogie Down Berlin“ nannte.

### Erfolg in Amerika

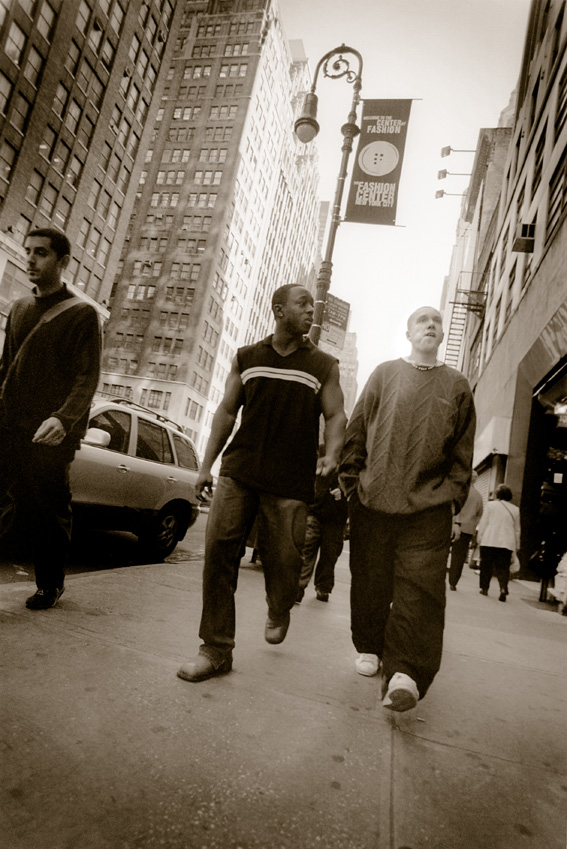
DJ Tomekk (rechts) in New York (2000)

1993 kam die Hip-Hop-Legende Kurtis Blow für ein Interview in DJ Tomekks Sendung Boogie Down Berlin bei Kiss FM. Zufälligerweise brauchte Kurtis Blow kurzfristig Ersatz für einen DJ und fragte bei DJ Tomekk an. DJ Tomekk war nun DJ von Kurtis Blow und die beiden tourten ein Jahr durch die USA. Sie spielten an der Ostküste und der Westküste, unter anderem in Baltimore vor insgesamt 300.000 Menschen während der Tour – im Gefängnis Rikers Island, New York, in Las Vegas und Los Angeles. Mit seiner Sonderstellung als „Godfather of Hip Hop“ stand Kurtis Blow im East-Coast-West-Coast-Konflikt außerhalb der Streitigkeiten zwischen den Rappern (Beef). Somit konnte Tomekk durch Kurtis Blow von M.O.P. bis Dr. Dre alle bekannten Hip-Hop-Künstler treffen. P. Diddy war als Tänzer mit auf einem Teil der Tour. Es war ungewöhnlich zu dieser Zeit, dass ein Weißer in der amerikanischen Hip-Hop-Szene unterwegs war. Eminem war zu dieser Zeit noch nicht bekannt und legte sich erst zwei Jahre später seinen Künstlernamen zu.
Im November 1993 wurde Tomekk für seine Arbeit von der Stadt Los Angeles für Frieden und Völkerverständigung ausgezeichnet. 1994 wurde DJ Tomekk als erster Nicht-US-Amerikaner für den „1st Annual Rap Music Award“ nominiert. Während er in Deutschland noch kaum bekannt war, trat er in den USA bereits zusammen mit Run-D.M.C., dem Wu-Tang Clan, LL Cool J und KRS One auf. Danach tourte DJ Tomekk mit Kurtis Blow durch Europa – allein die Frankreichtour dauerte einige Wochen an.
Zurück in Deutschland beteiligte DJ Tomekk sich an den drei Clubs: Strike, Tabou Berlin und Alcatraz. Dort legte er auch als Resident-DJ wie auch als DJ in anderen Berliner Clubs auf, beispielsweise regelmäßig im Walfisch/Boogaloo. DJ Tomekk betätigte sich zunehmend als Musikproduzent. Er produzierte vorrangig für amerikanische Künstler. Unter verschiedenen Synonymen – wie Atomek Dogg – produziert er Alben und Remixe unter anderem für Lexy & K-Paul oder Paul van Dyk und sogar für Bands aus der ehemaligen DDR, wie Karat und Silly. 1996 arbeitete DJ Tomekk mit Lauryn Hill zusammen und produzierte für die Fugees den Remix Fu-Gee-La. In Deutschland veröffentlicht er diverse Kompilationen und Mixtapes, auf denen er häufig amerikanische und deutsche Künstler gemeinsam in einen Song integriert. Die Kassetten wurden zunächst auf einer Kassetten-Kopierstation kopiert. Der Sampler Black Club Groove schafft es auf Platz 16 der Compilationcharts. Im Video Ich lebe für Hip Hop, welches im heutigen Soho House Berlin spielt, wird auf den Eigenvertrieb von Kassetten angespielt.
1998 gründete er das Hip-Hop-Büro Berlin mit Ronny „Ernie“ Boldt, einem Mitbewohner seiner Wohngemeinschaft in Berlin-Mitte, der bis heute als Musikmanager in Deutschland erfolgreiche Hip-Hop-Künstler wie Alligatoah, BRKN und RAF Camora betreut, und Guido Schulz, seinem späteren Manager. Tomekk experimentierte mit Musikern aus den unterschiedlichsten Genres und tourte beispielsweise mit der Band Reality Brothers, die als Vorband beim Reggae Summer von Ziggy Marley einen Mix zwischen Reggae und Hip-Hop spielten, wie er später auch bei der Band Seeed zu finden ist.
1998 veröffentlichte er einen Remix von The Boy Is Mine für Brandy.
1999 gründete der Sportartikelhersteller Fila das Label F-Records. Tomekk wurde als einer der ersten Künstler unter Vertrag genommen und es entstand 1999 die Produktion 1, 2, 3 Rhymes Galore – eine internationale Kooperation, an der Künstler wie der US-amerikanische Hip-Hop-DJ Grandmaster Flash, Flavor Flav (Mitglied der US-amerikanischen Band Public Enemy), Jazzy Jeff sowie die deutschen Rapper Afrob und MC Rene teilnahmen. Dieser Song konnte sich mehrere Wochen in den deutschen Top-10-Charts (Höchste Platzierung: 6) halten. Der Berliner Graffiti-Künstler Eric „Specter“ Remberg, später Mitbegründer des Labels Aggro Berlin, arbeitete zu dieser Zeit als Art Director und Regisseur für DJ Tomekks Produktionen. Die zweite Single Ich lebe für Hip-Hop in Zusammenarbeit mit GZA, Prodigal Sunn, Curse und den Stieber Twins erreichte in den Media-Control-Charts Platz 11. Für Sabrina Setlur produzierte er einen Remix für den Song Hija mit den deutschen Rapperinnen Cora E. und Brixx, welcher sich 35 Wochen in den deutschen Charts hielt. DJ Tomekk erhielt im selben Jahr den Juice Award als bester Producer.

### 2000 bis 2010

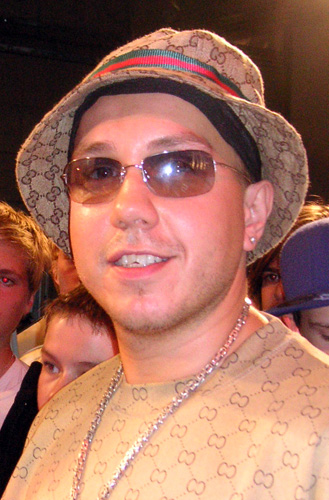
DJ Tomekk (2005)

Im Jahr 2000 produzierte Tomekk mit dem Rapper Jay-Z den Remix Anything. Der Song erreichte in Großbritannien Platz 18 der Single-Charts. DJ Tomekk bekam den Comet als bester nationaler Newcomer.
Im Oktober desselben Jahres kam bei The Island Def Jam, (New York) sein Remix You and Me von LL Cool J mit einem Feature mit der Gospelsängerin Kelly Price und einem eigenen Video von Julien Christian Lutz (Little X) heraus. Im Jahr 2001 erschien der Song I Like Girls mit Coolio. Coolio und Tomekk hatten schon seit 1999 gemeinsam Musik gemacht. Im Jahr 2002 erschien eine weitere Kooperation, Ghetto Square Dance.
2000 veröffentlichte die mexikanische Hop-Band Control Machete in Berlin die Double-Maxi-Singles Control Machete Vs. Dj Tomekk Vs. Eminem Si señor / iles3, mit Remixen von Eminem und DJ Tomekk.
2001 zog DJ Tomekk nach New York und ging mit dem US-amerikanischen Basketballspieler und Rapper Shaquille O’Neal ins Studio. In dem Song How You Like That (Ja, ja, ja) rappt Shaquille O’Neal, der einen Teil seiner Kindheit in Deutschland verbracht hat einen Mix aus englisch und deutsch. Ihre Musik wurde für eine amerikaweite Werbekampagne „Don’t Drink and Drive“ gegen Alkohol am Steuer von der US-Regierung unter Obama verwendet, für dessen Musik immer bekannte Musiker herangezogen wurden und bereits 1984 Michael Jackson ausgezeichnet wurde.
Im Juli 2001 wurde in Deutschland der Tatort: Fette Krieger ausgestrahlt, in dem Tomekk mitspielte.
Es erschien die Maxisingle Hot Boyz von Missy Elliott mit zwei DJ-Tomekk-Remixes – davon ein Feature mit Nas. Im gleichen Jahr veröffentlichte DJ Tomekk mit dem US-amerikanischen Musiker und Schauspieler Ice-T und Sandra Nasić, der Sängerin der Guano Apes, die Single Beat of Life, die sich neun Wochen in den deutschen Charts hielt (Platz 12). Kurz danach produzierte DJ Tomekk mit dem New Yorker Rapper Prodigal Sunn und dem in Polen bekannten Rapper Liroy den Song Prosto Z Polski und Return of Hip-Hop, mit KRS-One, bei der die deutschen Rapper Torch und MC Rene mitwirkten. Hierzu drehte DJ Tomekk mit den Protagonisten ein Video, in dem der Hip-Hop von Krankenhauspersonal wiederbelebt wurde. Der Song stieg sofort auf Platz 5 der deutschen Charts ein. Im Februar 2001 veröffentlichte DJ Tomekk sein erstes Album, welches ebenfalls den Namen Return of Hip Hop trug. Das Album enthielt weiterhin den Track The Genesis, der in Kooperation mit den Aphrodelics aus Wien entstand und in dem es um die Entstehung des Hip-Hop ging.
Im selben Jahr veröffentlichte Nena ihre Single Leuchtturm mit einem Remix von DJ Tomekk. Für den 2001 noch unbekannten deutschen Rapper Sido erstellte Tomekk eine Dubplate des Arschficksongs und spielte ihn erstmals deutschlandweit in angesagten Clubs. Mit US-Rapperin Lil’ Kim gelang ihm mit dem Song Kimnotyze ein weiterer Top-10-Hit in Deutschland.
Die Single Nothing But You von Paul van Dyk erschien im Jahr 2003 mit einem Remix von DJ Tomekk und wurde im Soundtrack von EA Games Fifa Football 2004 und seinem Cirrus-Remix in „Need For Speed: Underground 2“ aufgeführt. Sie erreichte Platz 14 in den UK-Single-Charts und Platz 6 im US Hot Dance Club Play. Die Produktion von DJ Tomekk für Paul van Dyk wurde für die Grammy Awards 2005 nominiert. 2003 veröffentlichte Snap! einen von DJ Tomekk produzierten Remix ihres Welthits Ooops Up als Single. DJ Tomekk ging mit seiner Boogie Down Berlin Crew (DJ Noppe, Said, Saeed, Trooper Da Don) auf Tournee, in der er etwa 150 Auftritte absolvierte. Vom VIVA Comet 2003 wurde DJ Tomekk als bester Künstler national nominiert.
Ganxtaville Pt. III war eine Produktion von DJ Tomekk mit dem US-amerikanischen Rapper Kurupt, dem deutschen Rapper Tatwaffe und dem deutsch-türkischen Sänger G-Style und hielt sich acht Wochen in den Top 10 der deutschen Single-Charts. 2004 erschien die Single Party mit Lil’O, die sich 5 Wochen in deutschen Charts hielt und die Single Mein Block von Sido mit einem Remix von DJ Tomekk.
In den folgenden Jahren arbeitete DJ Tomekk zusammen mit Künstlern wie MC Lyte, Xzibit, Noreaga, B-Tight, Montell Jordan, Truth Hurts, Horace Brown, Black Ivory und Harris an seinem neuen Album Numma Eyns, welches er schließlich im Jahr 2005 veröffentlichte. Die Single Jump, Jump (DJ Tomekk kommt) (feat. Fler und G-Hot) platzierte sich auf Platz drei der Deutschen Charts. Für Jump, Jump ließ DJ Tomekk Eric „Specter“ Remberg – der mittlerweile Aggro Berlin gegründet hatte – das bis dahin aufwendigste deutsche Hip-Hop-Video drehen. In dem Video hatten auch andere bekannte deutsche Rapper Gastauftritte. Vom VIVA Comet 2005 wurde DJ Tomekk als bester Künstler nominiert.
Ende des Jahres 2006 veröffentlichte DJ Tomekk das Mixtape The Next Generation. Dieses produzierte er zusammen mit Bushido und zahlreichen Newcomern, um diese zu unterstützen. 2009 produzierte DJ Tomekk für die Getränkemarke „Ständer“ einen Soundtrack und legte im September 2009 in Los Angeles zu einer Party im Playboy Mansion auf. Die deutschen Rapper Xatar und Sido waren eingeladen; Xatar wurde inhaftiert.
2010 erschien das Studio-Album Ehrenkodex von Dj Tomekk und Toony bei einem polnischen Label mit vielen Features deutscher und polnischer Künstler, unter anderem Kollegah und Farid Bang.

### 2011 bis heute
DJ Tomekk arbeitet als Radio-DJ und legt bis heute fast jedes Wochenende in Clubs und auf Festivals in der ganzen Welt auf – vor allem aber in Amerika und den deutschsprachigen Ländern. 2012 machte er die Amerika-Tour Tomekk goes America. 2013 veröffentlichte die US-amerikanische R&B-Sängerin und Songwriterin Dawn Richard die Single Riot mit einem Tomekk-Remix. Anlässlich ihres 20-jährigen Bühnenjubiläums veröffentlichten DJ Tomekk und Kurtis Blow 2013 gemeinsam unter dem Label „Boogie Down Berlin“ die Single The Legendary Hip Hop Sway und gewannen die goldene Schallplatte. 2014 veröffentlichte er das Album DJ Tomekk Presents the Nexxt Generation, auf dem Bushido ihm den Song Mein Game widmet.
2016 veröffentlichte er die Single Lonely unter seinem Namen mit Dante Thomas. In dem auf den Malediven gedrehten Video spielt Sidos Ex-Freundin Doreen Steinert die Hauptrolle. 2017 wurde die Hip-Hop-Dance-Show Berlin Nights im Theater am Potsdamer Platz inszeniert, in der DJ Tomekk eine der Hauptfiguren ist. DJ Tomekk übernahm die musikalische Leitung und Musikproduktion.
DJ Tomekk gab bekannt, unter zusätzlichen Pseudonymen zu arbeiten, um neue Dinge ausprobieren zu können und sich vom Erfolgsdruck zu befreien.
2019 veröffentlicht er mit dem US-amerikanischen Hip-Hop-Duo M. O. P. den Song Never Give Up.
2020 erschien seine Autobiografie Ich lebe für Hip Hop beim Heyne-Verlag mit einem Vorwort von Kurtis Blow.
Im Juli 2023 erschien die Single Sommer in Berlin mit Frank Zander. Zehn Jahre zuvor erschien bereits eine Kooperation der beiden (Berlin für Hertha – Nur nach Hause).
Im Jahr 2022 produzierte DJ Tomekk Songs für den Soundtrack des amerikanischen Films Kobe – The Legend of the 81-Point Game. Der Dokumentarfilm befasst sich mit dem Leben von Kobe Bryant. Bei der Premierenfeier des Films legte DJ Tomekk im Senator Jones auf. Im November 2023 erschien die ausgekoppelte Single zum Film „Ballin“ von DJ Tomekk mit Silla und dem im September 2022 verstorbenen Coolio.

## Kontroversen
Anfangs wurde Tomekk von der deutschen Hip-Hop-Gemeinde ein „Sell Out“ vorgeworfen – der Ausverkauf der alternativen Hip-Hop-Szene an ein Mainstream-Publikum. Er produzierte nicht nur die Alben zahlreicher Künstler – auch außerhalb seines Genres, sondern auch Musik für Kampagnen, zum Beispiel für Marken wie Langnese des Konzerns Unilever. DJ Tomekk war somit eines der ersten Gesichter der Kommerzialisierung des deutschen Hip-Hop. Erst nach und nach zogen deutsche Hip-Hop-Künstler und Labels nach. Im Jahr 1999 wurde DJ Tomekk von Samy Deluxe gebattlet, woraufhin ihm Tomekk vorwarf, nur mediale Aufmerksamkeit auf dessen damaliges Albumrelease lenken zu wollen.
Im Januar 2008 nahm DJ Tomekk als Kandidat an der dritten Staffel der RTL-Show Ich bin ein Star – Holt mich hier raus! teil, die er jedoch vorzeitig verlassen musste, weil er in einem Privatvideo mit Hitlergruß zu sehen war. Das Video soll Komiker Oliver Pocher der BILD zugespielt haben. Aus der Sicht von DJ Tomekk stellte dies aber lediglich „dummes Witz-Gelaber“ dar und verwies darauf, dass er mit einer schwarzen Frau verheiratet sei und keinerlei rassistisches oder rechtes Gedankengut hege. Gegen die falsche Darstellung und Berichterstattung seiner Parodie wehrte sich Tomekk anwaltlich. Im Rahmen eines Vergleiches wurde vereinbart, dass RTL die Behauptung eines absichtlichen Hitlergrußes fallen lässt und DJ Tomekks gesamte Gage an die Musik- und Kunstschule Havelland spendet.
Im Jahr 2018 beschäftigte sich der Medien- und Sprachwissenschaftler Frederik Weinert ausführlich mit dem Phänomen von Medienopfern und zeigt im Falle DJ Tomekk in zwei seiner Werke ausführlich auf, wie Informationen durch Medien bearbeitet, aufbereitet und zeitlich lanciert wurden, um mediale Aufmerksamkeit und damit verwertbare Quoten zu erzeugen.

## Diskografie
Studioalben

| Jahr | Titel              | Höchstplatzierung, Gesamtwochen, AuszeichnungChartplatzierungen (Jahr, Titel, Platzierungen, Wochen, Auszeichnungen, Anmerkungen) | Höchstplatzierung, Gesamtwochen, AuszeichnungChartplatzierungen (Jahr, Titel, Platzierungen, Wochen, Auszeichnungen, Anmerkungen) | Höchstplatzierung, Gesamtwochen, AuszeichnungChartplatzierungen (Jahr, Titel, Platzierungen, Wochen, Auszeichnungen, Anmerkungen) | Anmerkungen                              |
| Jahr | Titel              | DE | AT | CH | Anmerkungen                              |
| ---- | ------------------ | --- | --- | --- | ---------------------------------------- |
| 2001 | Return of Hip Hop  | DE5 (8 Wo.)DE | AT49 (4 Wo.)AT | CH27 (6 Wo.)CH | Erstveröffentlichung: 12. Februar 2001   |
| 2002 | Beat of Life Vol.1 | DE55 (7 Wo.)DE | — | — | Erstveröffentlichung: 28. Oktober 2002   |
| 2005 | Numma Eyns         | DE39 (4 Wo.)DE | AT67 (2 Wo.)AT | CH96 (2 Wo.)CH | Erstveröffentlichung: 16. September 2005 |

## Auszeichnungen
1 Live Krone
- 2000: in der Kategorie „Best Producer“

Bravo Otto
- 2000: „Gold“ in der Kategorie „HipHop National“
- 2002: „Silber“ in der Kategorie „HipHop National“
- 2003: „Silber“ in der Kategorie „HipHop National“

Comet
- 2000: in der Kategorie „Best Newcomer“

Weitere Auszeichnungen
- Rap Music Award (2003)
- MC Mega Music Award

## Veröffentlichungen
- DJ Tomekk: Ich lebe für Hip Hop: Die Autobiographie. Wilhelm Heyne Verlag, München 2020, ISBN 978-3-453-21805-5.